# Rudeš
Rudeš je zagrebačko gradsko naselje na zapadnom dijelu grada i istoimeni je mjesni odbor u Gradskoj četvrti Trešnjevka – sjever.
Rodos – latinsko ime za Rudeš. Prvi sačuvani pisani izvori koji spominju Rudeš potječu iz 13. stoljeća. Rudeš je uz Vrapče, Grmoščicu i Završje pripadao posjedima zagrebačkog Kaptola. Prema sačuvanoj listini iz 1221. ugarsko-hrvatski kralj Andrija II. (1205. – 1235.) vraća banu Okiću posjed Kamešnicu pod Kalnikom, a crkvi zagrebačkoj, koja je tu zemlju dotle uživala, daje u zamjenu posjede Rodos, Viduše, Kupuk, Brate. Arheološka iskapanja 1896. potvrđuju nalaske fragmentni urni nađene na području Rudeša i Jaruna. Daljnja arheološka iskapanja 1897. i 1898. potvrđuje prisustvo rimske civilizacije na istim područjima. Prije nego što je Rodos pripao zagrebačkom kaptolu, bio je najvjerojatnije osobno slobodni podložnik Kraljevske županije. Do sredine 14. stoljeća Kaptol je Vrapče, Grmoščicu, Završje i Rudeš povezao u jednu cjelinu. Selo Rudeš nije imalo svoju, crkvu, nego je potpadalo pod župu svete Barbare u Vrapču (današnje Gornje Vrapče). Rudeš svoju crkvu, crkvu svete Ane osniva 1942., ali je sagrađena tek 1967. Za vrijeme Franje Josipa 1850. g. dolazi do ujedinjenja svih zagrebačkih oblasti u slobodni kraljevski grad – Zagreb. No, područja Rudeša i Jaruna i tada ostaju izvan Zagreba sve do Drugog svjetskog rata. Na izborima za Narodnu skupštinu 1935. g. Hrvatska seljačka stranka (HSS) i Hrvatska zajednica dobile su velik broj glasova. I u Rudešu je HSS i njen predsjednik Stjepan Radić imao velik broj svojih pristalica. Dnevnik HSS-a "Narodni val" br. 6 (tiskan u Zagrebu 23. srpnja 1927.) zabilježio je sastanak HSS-a koji je održan u Rudešu (godinu dana prije nego što je Stjepan Radić ubijen). Narodni zastupnik Vinko Trnjar izvjestio je da je sastanak održan na poziv odobronika Stjepana Družeka iz Kustošije, a iz razgovora sa seljacima iz Rudeša, Trnjar se uvjerio da: "Naši seljaci vrlo dobro prate napadaje na stranku i na predsjednika Stjepana Radića". Selo Rudeš danas više ne postoji. Ime mu se sačuvalo još samo u nazivu Rudeške ceste, Rudeškog odvojka, Rudeških ogranaka te u nazivu područnog ureda. Sačuvana je i nekdašnja matična zadružna kuća koja je danas spomenik kulture. 
Na području naselja prostire se salezijanska župa, s crkvom sv. Ane i osnovna škola Rudeš. 
Poštanski broj je 10110.

## Šport
- NK Rudeš, nogometni klub
- RK Rudeš, ragbijski klub

## Vanjske poveznice
- Članovi Mjesnog odbora[neaktivna poveznica]
- Službena web-stranica Udruge Rudeš (Wayback Machine)
- Službena web-stranica škole  Arhivirana inačica izvorne stranice od 26. siječnja 2010. (Wayback Machine)